# Домре
Домре (фр. Daumeray) насеље је и општина у западној Француској у региону Лоара, у департману Мен и Лоара која припада префектури Анже.
По подацима из 2011. године у општини је живело 1522 становника, а густина насељености је износила 37,55 становника/km². Општина се простире на површини од 40,53 km². Налази се на средњој надморској висини од 32 метара (максималној 67 m, а минималној 17 m).

## Демографија
| 1962. | 1968. | 1975. | 1982. | 1990. | 2011. |
| ----- | ----- | ----- | ----- | ----- | ----- |
| 1.106 | 1.041 | 921   | 1.090 | 1.140 | 1.522 |

График промене броја становника у току последњих година